# Hunga gerontogea
Hunga gerontogea là một loài thực vật có hoa trong họ Cám. Loài này được (Schltr.) Prance mô tả khoa học đầu tiên năm 1979.